# NGC 113
NGC 113 è una galassia lenticolare non barrata situata nella costellazione della Balena.
La galassia è stata scoperta il 27 agosto 1876 dall'astronomo tedesco Ernst Wilhelm Leberecht Tempel.
La sua distanza dal nostro sistema solare è stimata essere superiore ai 150 milioni di anni luce.